# Parti fédéraliste (Argentine)

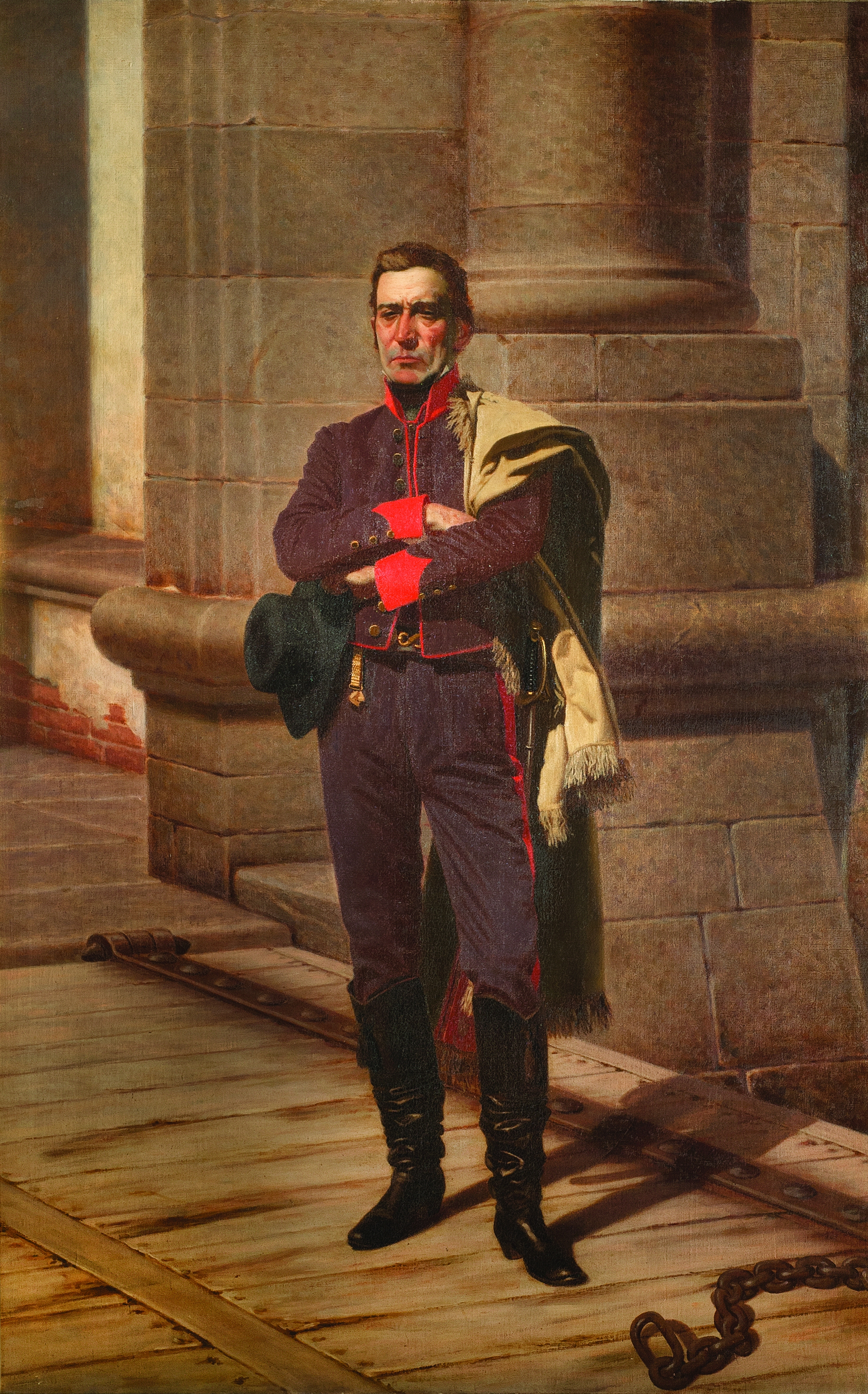
José Gervasio Artigas.

En Argentine, le Parti fédéraliste était à l’origine un groupe qui s’efforçait d’instaurer le système politique fédéraliste dans la jeune république argentine. Le camp fédéraliste argentin, dont les idéaux remontent aux temps de la révolution de Mai, avait pour líder máximo la figure de José Gervasio Artigas, fondateur de l’Union des Peuples libres (en esp. Unión de los Pueblos Libres), mieux connue sous l’appellation de Ligue fédérale. Le parti fédéraliste poursuivit jusqu’au milieu du XIXe siècle une lutte acharnée (souvent militaire) contre le Parti unitaire pour décider de l’organisation politique du pays. 
Il convient de souligner que dans la première moitié du XIXe siècle, les partis politiques étaient des groupes peu structurés de personnes qui s’associaient autour de quelque figure prééminente, jouissant d’un appui populaire plus ou moins important, et que la politique restait une activité réservée aux élites ― qu’elles soient portègnes ou provinciales ― appartenant à des clubs politiques dont les membres agréaient les candidatures et attribuaient les mandats publics. Il importe d’autre part de ne pas confondre le Parti fédéraliste du XIXe siècle, dont traite le présent article, avec le groupement politique minoritaire de tendance conservatrice fondé en Argentine dans la deuxième moitié du XXe siècle, sous la dénomination de Alianza Popular Federalista ou Partido Federal.

## Idéologie
Le fédéralisme argentin visait à instaurer une forme d’organisation nationale basée sur l’association volontaire des provinces, lesquelles consentaient à déléguer à un pouvoir central quelques-unes des compétences politiques, mais tout en conservant leur autonomie. Ainsi les fédéralistes rejetaient-ils l’idéal unitaire d’un système centralisé susceptible d’étrangler l’indépendance des provinces. Si leur pensée relevait d’une position essentiellement traditionaliste, ils se faisaient aussi les défenseurs des intérêts régionaux et nationaux, arguant que le système fédéral était le mieux adapté aux caractéristiques nationales de l’Argentine, compte tenu en particulier de l’étendue de son territoire et de ses régionalismes économiques et politiques. L’âpre lutte qui opposa au XIXe siècle unitaires et fédéralistes se solda par la victoire de ces derniers, raison pour laquelle l’Argentine est aujourd'hui une « République fédérale ».
L’antinomie binaire, d’usage traditionnel en Argentine, entre fédéralisme et unitarisme est au mieux confuse, voire fausse, pour être par trop simpliste. Le caractère réducteur de cette bipartition apparaît au jour lorsque l’on étudie la façon dont sont nées ces deux mouvances au moment où, vers 1811, la vie politique tendait à s’organiser à la manière des clubs politiques existant en Europe occidentale à la même époque. L’unitarisme en effet, inspiré de la Première République française, fut originellement préconisé par des intellectuels qui s’efforçaient ― comme le nom du parti l’indique ― de préserver l’unité du vaste territoire qui, dans le Cône Sud, s’était émancipé de l’Espagne ; une telle unité apparaissait indispensable pour lutter efficacement contre les royalistes, et ce jusqu’à une date aussi avancée que 1825 environ. Cette première forme d’unitarisme, animée par des personnalités telles que Mariano Moreno, fut par la suite exploitée et détournée par les élites pour tenter d’imposer un gouvernement centraliste qui maintînt subordonnées les provinces. C’est dans cette seconde acception ― c'est-à-dire de l’unitarisme, mué en centralisme, tel que l’incarnaient des personnalités comme Carlos de Alvear, Bernardino Rivadavia, Lucas José Obes et Bartolomé Mitre ― que le terme d’unitarisme est généralement entendu aujourd'hui.

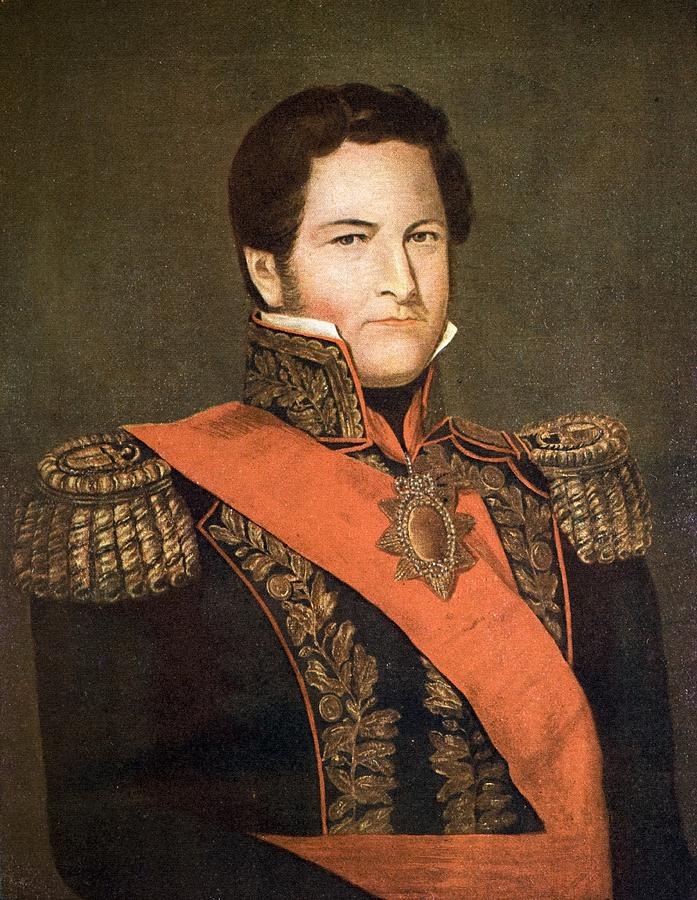
Brigadier Général Juan Manuel de Rosas.

De même, le fédéralisme fit son apparition de façon confuse : en 1811, Cornelio Saavedra, à l’effet d’enlever le pouvoir aux morénistes, convoqua un congrès, la Junta Grande, auquel participèrent des représentants des provinces de l’intérieur, sans que pût toutefois dès ce moment être institué un État fédéral ; ce n’est que lorsque José Gervasio Artigas, originaire de la province Oriental, s’opposant à l’unitarisme du second type (centraliste), rendit publiques les Instructions de l’An XIII, à l’intention des députés devant se présenter à l’Assemblée de l'an XIII (Asamblea del Año XIII) des Provinces-Unies du Río de la Plata, que la volonté de mettre en place un système fédéral de gouvernement (inspiré de celui des États-Unis) se fit jour ouvertement ; c’est également à la même époque, au temps de l’hégémonie d’Alvear et de Rivadavia, que les membres du dénommé Directorio établis à Buenos Aires, et ayant supplanté les originels unitaires patriotes, s’emparèrent de l’étendard de l’unitarisme pour lutter contre le supposé anarchisme de caudillos comme Artigas.
Quoique le groupe fédéral se composât d’éléments provenant de secteurs divers, la majorité était constituée de caudillos, mais comprenait également des intellectuels se référant à la constitution des États-Unis d’Amérique, en plus de personnalités originaires des provinces qui s’opposaient au pouvoir absolu portègne, c'est-à-dire exercé par les élites installées dans la ville de Buenos Aires, et, pour quelques-uns, hostiles à ce que cette ville devînt capitale de tout le pays. Les fédéralistes défendaient les autonomies provinciales : chaque province devait disposer de son propre gouvernement, de sa propre constitution, de ses propres lois et de sa propre économie ; néanmoins, ils reconnaissaient un gouvernement national au pouvoir limité, compétent seulement dans quelques domaines, tels que les affaires étrangères du pays. 
Sur ces différences idéologiques venaient se greffer des caractéristiques régionales ― par lesquelles p.ex. le parti fédéraliste portègne se différenciait des partis de l’intérieur du pays ― et personnelles ― ainsi les partisans de Rosas se qualifiaient-ils vers 1830 d’apostoliques.
Dans le domaine économique existait une nette démarcation entre le dénommé Litoral argentin et l’Intérieur. Le premier recherchait le libre échange et la libre navigation sur les cours d’eau intérieurs, et était donc opposé à la mainmise sur ceux-ci par le gouvernement de Buenos Aires, tandis que le second prônait le protectionnisme économique pour préserver sa propre production naissante.
Le cas de la province de Corrientes était de ce point de vue atypique, puisqu’elle proposait la libre navigation, mais associée au protectionnisme. Les gouvernements de cette province, idéologiquement fédéralistes, s’allièrent à plusieurs reprises aux chefs militaires unitaires contre le pouvoir de Buenos Aires.

## Histoire

Drapeau d’Artigas et premier drapeau du fédéralisme argentin. Il est aujourd'hui l'un des drapeaux officiels de l’Uruguay et ― d’un bleu plus pâle ― le drapeau de la province d’Entre Ríos.

Drapeau argentin tel qu’utilisé au temps de la Ligue fédérale entre 1830 et 1850.

Drapeau militaire argentin arboré par les régiments fédéralistes.

Si, vers 1824, les idées fédéralistes étaient parvenues à s’implanter également dans la ville alors encore assez petite de Buenos Aires, en particulier auprès des gens humbles (à cette époque n’existait pas encore la séparation juridictionnelle, instituée en 1880, entre cité de Buenos Aires et Province de Buenos Aires), c’est toutefois dans le milieu gaucho de la campagne de Buenos Aires que les idées fédéralistes prirent de la vigueur. La principale figure de ce fédéralisme portègne fut originellement Manuel Dorrego, gouverneur de Buenos Aires, qui sera renversé lors de la première en date des séditions armées de l’Armée nationale (Ejército Nacional) dirigée contre un gouvernement légitimement constitué ; cette rébellion, menée par des militaires, mais appuyée par des notables défenseurs des idées unitaires, se termina par l’exécution de Dorrego ordonnée par le général Juan Lavalle près de la localité de Navarro (province de Buenos Aires) le 13 décembre 1828. La disparition de Dorrego, fondateur du Parti fédéraliste portègne, eut pour conséquence que Juan Manuel de Rosas prit la direction du fédéralisme à Buenos Aires. Rosas sut se mettre à l’écoute des désirs populaires et les articuler avec les aspirations des grands fermiers protectionnistes ; cette synthèse singulière contribua en tous cas à ce que, entre 1830 et 1852, le fédéralisme fût quasiment synonyme de rosisme, et que le rosisme fît l’unanimité dans presque toutes les provinces de l’Interieur et du Litoral jusqu’à la rébellion de Justo José de Urquiza. 
Cependant, auparavant déjà, le rosisme avait provoqué de sérieux différends au sein même du fédéralisme argentin. Entre autres, Ángel Vicente Peñaloza, d’idéologie indiscutablemente fédéraliste, prit la tête de plusieurs insurrections dans le nord-ouest argentin contre le fédéralisme de tendance rosiste. Peñaloza insistait qu’une constitution fût adoptée pour l’Argentine, ce que s’employait à différer Rosas, et, comme d’autres fédéralistes de l’Intérieur, était de façon générale mieux disposé que Rosas à l’égard des opposants au fédéralisme. Ces dissensions aboutirent à des scissions dans le camp fédéraliste après que la ville bolivienne de Tarija eut été occupée par la Confédération péruano-bolivienne, que se fut dilué le pouvoir du caudillo fédéraliste du Tucumán, Alejandro Heredia, et que le caudillo de Tarija, Eustaquio Méndez, se fut résolu à amalgamer sa province à ladite confédération, en considération de ce que celle-ci semblait alors (assez illusoirement du reste) offrir à Tarija une plus grande garantie de paix, et de ce que par une telle association la province se trouvait arrimée à un État qui apparaissait immensément plus prospère que l’Argentine, alors fort affaiblie. Il s’ensuivit qu’entre la deuxième moitié de la décennie 1830 et la première moitié des années 1840, la Confédération argentine incluait un groupe de provinces argentines fédéralistes hostiles à Rosas. Aussi de graves dissensions se faisaient-elles jour presque en permanence au sein même du Parti fédéraliste, s’ajoutant à l’antagonisme, déjà évoqué, entre partisans d’un système confédéraliste reposant sur des pactes tel que défendu par Rosas et ses alliés, et forces fédéralistes d’empreinte classique, dont les bastions principaux étaient les provinces de Santa Fe et de Corrientes, qui, réunis en coalitions telles que la Coalición del Norte, luttaient pour l’organisation nationale d’un État supraprovincial à base constitutionnelle.  
Après que la province Oriental, correspondant grosso modo à l’actuel État de l’Uruguay, eut été détachée de l’État argentin alors encore en construction (et cela depuis 1810), c’est Rosas qui devint, en lieu et place de ladite province, qui fut la première parmi les provinces fédéralistes, la principale référence du fédéralisme ; le statut de première province fédéraliste passa ainsi, au temps de Rosas, à la province de Buenos Aires. Par le moyen du Pacte fédéral de 1831 conclu avec les autres provinces (à commencer par les provinces de Entre Ríos et de province de Santa Fe), Rosas réussit à consolider la Confédération argentine, dans laquelle cependant prédominait, pour être la plus riche et la plus peuplée, la province de Buenos Aires.

## Vexillologie et insigne
Depuis l’époque de José Gervasio Artigas, la couleur rouge ponceau, symbolisant le sang versé pour la liberté face à l’Espagne, le Portugal et le Brésil et dans la lutte pour l’obtention de l’autonomie fédérale des provinces, est la couleur emblématique du fédéralisme en Argentine. Curieusement, en Uruguay, après 1830, la signification de la couleur rouge s’inversa et vint à être utilisée par les colorados alliés des Brésiliens et des unitaires contre les nationaux et les fédéralistes. En outre, le parti fédéraliste adopta comme emblème, en raison de son intense coloration rouge ou colorado, la fleur dénommée étoile fédérale (esp. estrella federal) et une figure dérivée de celle-ci, une étoile rouge de huit branches, pareillement dénommée étoile fédérale. 
Entre 1832 et 1850 était aussi en usage l’insigne dite Divisa punzó, ruban rouge ponceau décrété officiel en 1832, et dont le port avait été rendu obligatoire durant la dictature de Rosas.

## Corrélats
- Parti unitaire (Argentine)
- Guerres civiles argentines